# Bultaco 49
La Bultaco 49 fou un model de ciclomotor fabricat per Bultaco entre 1970 i 1973. Era una mena de producte que la firma no havia fabricat mai fins aleshores, i en aquells moments ho va fer arran de la demanda de ciclomotors de la seva xarxa de concessionaris. Presentada al Saló de l'Automòbil de Barcelona de 1969 i comercialitzada a partir de març de 1970, la Bultaco 49 equipava un motor de dos temps monocilíndric refrigerat per aire de 47 cc amb canvi de tres velocitats, bastidor de bressol simple, frens de tambor i amortidors de forquilla convencional davant i telescòpics darrere. El motor, fabricat per la filial catalana de Ducati, Mototrans, era el mateix que equipava l'Ossita 50 d'OSSA. Més tard, Mototrans va proveir també els motors de la Chispa, la motocicleta de trial infantil que llançà Bultaco el 1974.

## Història
Al tombant de la dècada de 1960, el sector del ciclomotor era puixant i donava grans beneficis a la competència de Bultaco: Montesa fabricava, entre d'altres, la Brío 50; OSSA, l'Ossita 50; Derbi, Gimson, Mototrans i molts altres fabricants, un ampli ventall de models. Bultaco, però, no creia en aquest tipus de vehicle i la motocicleta més petita que fabricava cubicava 74 cc. De tota manera, la insistència dels concessionaris, pressionats per la constant demanda dels clients, va fer canviar de parer l'empresa i al departament de disseny es posaren a la feina i decidiren de crear de zero un ciclomotor. Com que no volien invertir els diners que caldrien per a crear un petit motor de 50 cc, a Bultaco decidiren de comprar-los a Mototrans i se centraren en el disseny de la resta. El resultat final fou presentat al Saló de l'Automòbil de Barcelona de 1969 (la posterior distribució a la xarxa comercial hagué d'esperar al 1970).
El primer ciclomotor Bultaco 49, tret del seu conjunt dipòsit-selló d'una sola peça, no aportava cap millora o innovació que el fessin destacar de la competència i, per contra, sí que era considerablement més car. A causa d'això, el model fou un fracàs comercial. Aleshores Bultaco, que ja havia adquirit un important estoc de motors Mototrans, mirà de donar-los sortida i el 1971 llançà la nova versió del ciclomotor, anomenada GT, la qual es diferenciava de la primera pel fet de tenir el dipòsit i el selló separats, amb les tapes del filtre de xapa. El preu es rebaixà però tot i així el ciclomotor no acabà de quallar, de manera que el 1973 se n'abandonà definitivament la fabricació.

## Versions
| Versió | Id. Model | Núm. Sèrie              | Període en producció | Període en producció | Pintura dipòsit                                 |
| Versió | Id. Model | Núm. Sèrie              | De                   | A                    | Pintura dipòsit                                 |
| ------ | --------- | ----------------------- | -------------------- | -------------------- | ----------------------------------------------- |
| 49     | 60        | 60.000.001 - 60.000.358 | 1970                 | 1973                 | Vermell (conjunt dipòsit-selló d'una sola peça) |
| 49 GT  | 60-1      | 60.000.358 - 60.001.758 | 1970                 | 1973                 | Vermell (dipòsit i selló separats)              |

## Característiques
Fitxa tècnica
| Bultaco 49 i 49 GT | Bultaco 49 i 49 GT      |
| --- | ----------------------- |
| Id. Model | 60                      |
| Núm. Sèrie | 60.000.001 - 60.000.358 |
| Anys | 1970 - 1973             |
| CC | 47,633                  |
| Diàmetre x Carrera | 38 x 42 mm              |
| Compressió | 8:1                     |
| CV | 2,5 a 6.000 rpm         |
| Carburador | Dell'Orto SHA 14/12     |
| Canvi | 3 velocitats            |
| Suspensió davant | Forquilla telescòpica   |
| Suspensió darrera | Amortidors hidràulics   |
| Pneumàtic davant | 2,25 x 18"              |
| Pneumàtic darrera | 2,25 x 18"              |
| Frens davant | Tambor 105 x 20 mm      |
| Frens darrera | Tambor 105 x 20 mm      |
| Pes en sec | 51 Kg                   |
| Dipòsit | Vermell (6 l)           |
| \| • Altres \| \| ------------------------------------------------------------------------------------------------------------------------------------------------------------------------------ \| \| - Longitud total: 1.745 mm - Distància entre eixos: 1.165 mm - Alçada selló: 710 mm - Manillar (alt x ample): 880 x 600 mm - Velocitat màima: 40 km/h - Consum: 1,6 l * 100 km \| |                         |
| • Altres |                         |
| - Longitud total: 1.745 mm - Distància entre eixos: 1.165 mm - Alçada selló: 710 mm - Manillar (alt x ample): 880 x 600 mm - Velocitat màima: 40 km/h - Consum: 1,6 l * 100 km |                         |

1. ↑  El primer model (49) duia el conjunt dipòsit-selló d'una sola peça i el segon (49 GT), en dues de diferents.